# Verbicaro

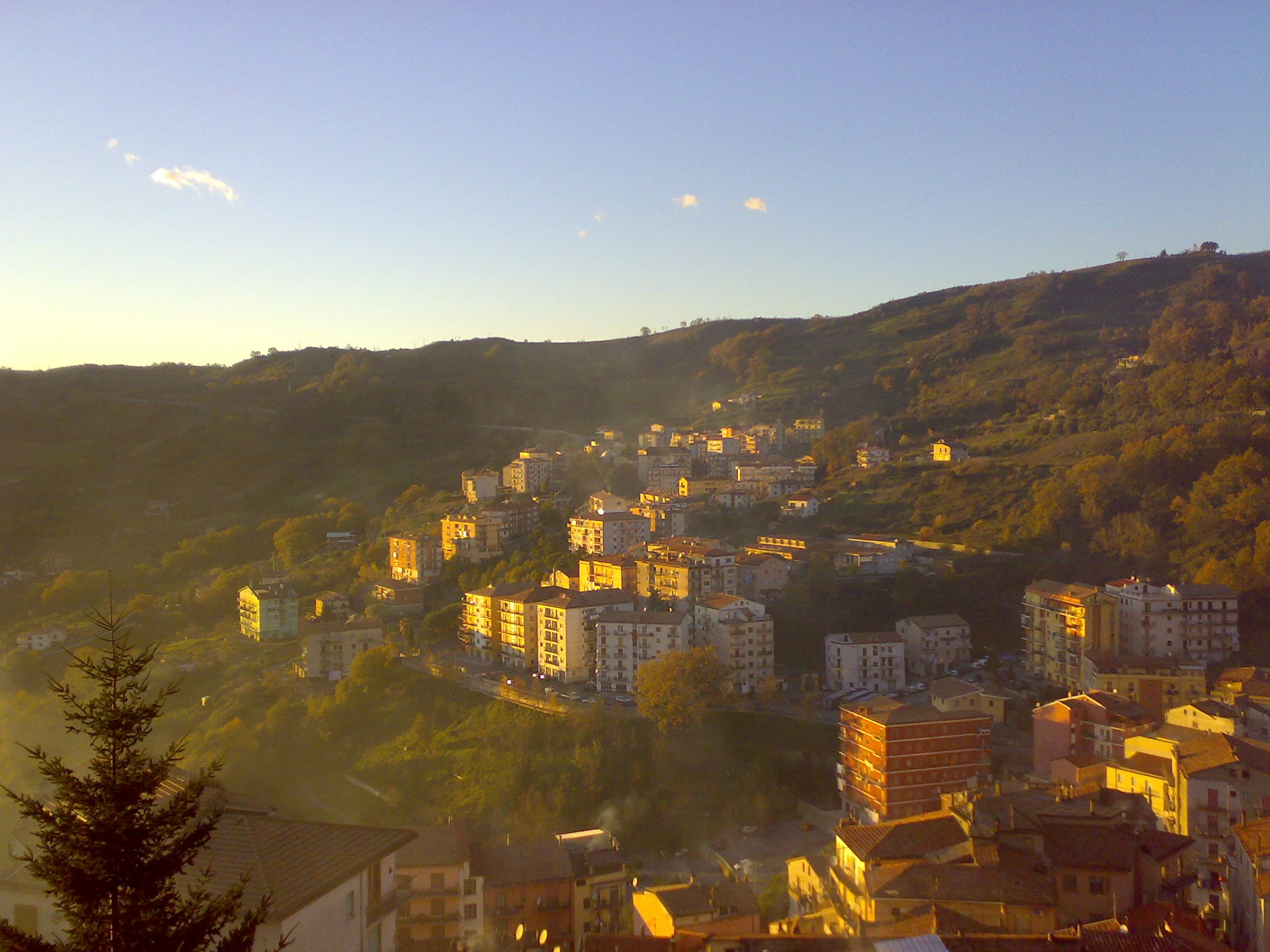
Verbicaro

Verbicaro is een gemeente in de Italiaanse provincie Cosenza (regio Calabrië) en telt 3410 inwoners (31-12-2004). De oppervlakte bedraagt 32,6 km², de bevolkingsdichtheid is 110 inwoners per km².

## Demografie
Verbicaro telt ongeveer 1326 huishoudens. Het aantal inwoners daalde in de periode 1991-2001 met 17,0% volgens cijfers uit de tienjaarlijkse volkstellingen van ISTAT.
| Jaar | Inwoneraantal |
| ---- | ------------- |
| 1991 | 4224          |
| 2001 | 3507          |

## Geografie
De gemeente ligt op ongeveer 420 m boven zeeniveau.
Verbicaro grenst aan de volgende gemeenten: Grisolia, Orsomarso, San Donato di Ninea, Santa Maria del Cedro.